# Corrida pour un espion
Corrida pour un espion est un film franco-germano-espagnol réalisé par Maurice Labro, sorti en 1965.

## Synopsis
12 sept. 1964 à 01 h 29
Panique à Washington. La CIA vient de découvrir que la base atomique la plus stratégique des États-Unis située à Alicante est sous la constante surveillance des Soviétiques. Ils envoient leur meilleur agent, le séduisant Jeff Larson qui est chargé d'élucider ce mystère, aidé par son vieil ami, et par son contact sur place, une ravissante espionne espagnole. Ses obstacles et ennemis seront nombreux et ces derniers déterminés à l'éliminer par tous les moyens.

## Fiche technique
- Titre : Corrida pour un espion
- Réalisation : Maurice Labro
- Scénario : Claude Rank d'après son roman, Maurice Labro, Jean Meckert, Louis Velle
- Musique : Michel Legrand
- Production : Miguel De Echarri, Hans Oppenheimer
- Durée : 107 minutes
- Genre : Film d'aventure
- Dates de sortie :
  - Allemagne de l'Ouest : 13 août 1965
  - France :17 septembre 1965

## Distribution
- Ray Danton  (VF : Georges Aminel) : Jeff Larson
- Pascale Petit  (VF : Elle-même) : Pilar Perez
- Conrado San Martín (VF : Jean-Pierre Duclos)  : Commandant Luis Moreno
- Roger Hanin  (VF : Lui-même) : Robert 'Bob' Stuart
- Manuel Gil : Clark
- Horst Frank : Karl
- Charles Régnier : Simon Walter
- Wolfgang Preiss  (VF : Raymond Loyer) : Capitaine Parker
- Carl Lange  (VF : Serge Nadaud ) : Vassili Golochenko
- Maryse Guy Mitsouko : La femme en robe verte à la réception de l'hôtel
- Helga Sommerfeld : Lina Calderon
- Grit Boettcher : Saskia
- Helga Lehner : La femme de chambre